# Псковское озеро
Псковское озеро (эст. Pihkva järv) — крупное пресноводное озеро, является южной составляющей так называемого Чудско-Псковского озёрного комплекса.
Площадь озера — 709 км². Высота над уровнем моря — 30 м.
С расположенным севернее Чудским озером Псковское соединяет Тёплое озеро. После 1945 года, когда Печорский район вернулся в состав Псковской области, большая часть береговой линии Псковского озера (в отличие от более приграничного Чудского), равно как и все его острова контролируются Россией (Псковская область), Эстонии принадлежит небольшой 6%-й участок на северо-западе озера.

## Этимология
Название озера происходит от имени города Пскова, который находится в непосредственной близости от озера (около 10 км).

## Физико-географическая характеристика

### Гидрография
Весной вскрывается с юга на север. В озере много рыбы (главным образом, снетки). В Псковское озеро на юге впадает многоводная река Великая, образующая достаточно крупную, вдающуюся в озеро дельту с заболоченными островами, и другие, менее значительные реки (Пиуза, Обдёх, Старцевка, Липенка, Чёрная). Длина с севера на юг около 40 км, средняя ширина около 18-19 км. Озеро неглубокое, преобладающие глубины 2-5 метров, склонно к заиливанию. 

### Острова
На озере имеются довольно крупные острова с постоянным населением. У восточного побережья выделяется архипелаг Талабские острова с населением около 200 человек (2010 год, оценка), знаменитый своим богатым духовным наследием. У западного берега расположены: небольшой остров Коломцы с одноимённой деревней Коломцы (бывшая Красная Полярная Звезда) и незаселённый остров Семский, а также крупные заселённые острова Колпина (с деревнями Шартово, Медли, Колпино) и Каменка с населёнными пунктами Рожитец, Каменка, Медово, Сельцы (рядом с последним расположен одноимённый остров Сельцы). У северного побережья озера расположена небольшая островная коса Старый Мтеж. Псковское озеро отделяет также российский эксклав Дубки от основной российской территории. Дубки со всех сторон кроме северной — прибрежной — окружены территорией Эстонии, до 1991 года — Эстонской ССР.

## Галерея
- Вид на Псковское озеро со стороны деревни Любница волости Сетомаа уезда Вырумаа, Эстония.
- Берег у д. Молгово с типичными для Псковского озера густыми зарослями на отмели.
- Вид на Псковское озеро со стороны д. Видовичи Новоизборской волости Печорского района Псковского района Псковской области
- Вид на Псковское озеро со стороны д. Молгово Писковичской волости Псковского района Псковского района Псковской области
- Река Великая впадает в Псковское озеро. Вид с самолёта со стороны города Пскова.